# 捷时航空

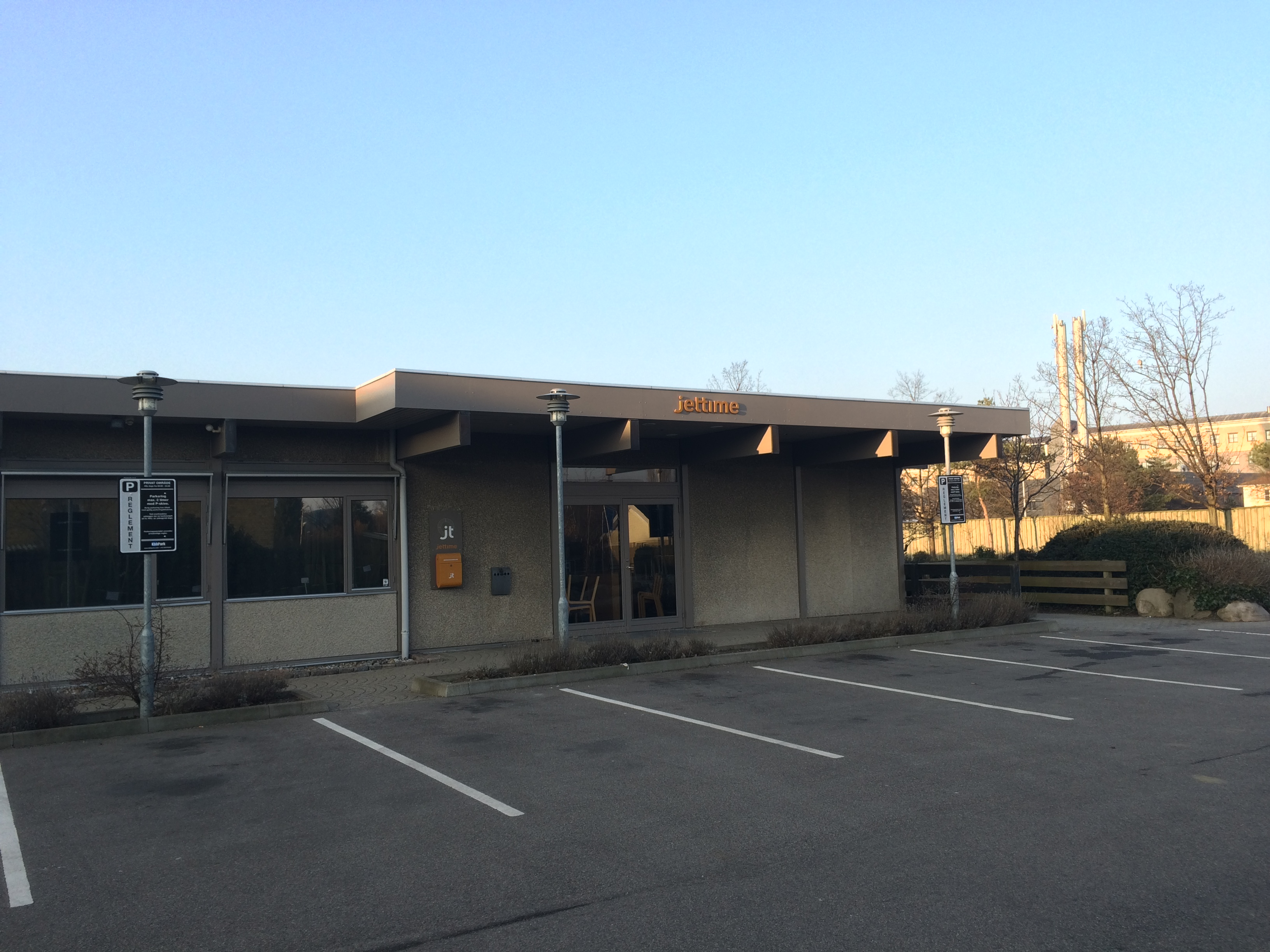
公司總部

捷时航空（Jet Time A/S）是一家丹麦的航空公司，总部位于哥本哈根凯斯楚普机场。该航空公司提供从哥本哈根凯斯楚普机场出发的航班，也运营欧洲范围内根据合同文本或随意指定（ad hoc）的客运和货运包机。此外捷时航空也提供湿租服务，客户包括格陵兰航空、北欧航空、挪威航空快线等。另外，VIP包机服务也是在其业务范围之内，客户包括大众汽车、梅赛德斯-奔驰、哥本哈根足球俱乐部、洛辛堡足球會和瑞典银行球场。
捷时航空由几个丹麦投资者创建，并于2006年9月19日开始正式运营。